# International Accounting Standards Board
International Accounting Standards Board (IASB; deutsch „Internationales Rechnungslegungsstandardsgremium“) ist ein international besetztes privatwirtschaftliches Gremium von Rechnungslegungsexperten, das die International Financial Reporting Standards entwickelt und bei Bedarf überarbeitet. Die IFRS bestimmen die Grundsätze, nach denen Jahresabschlüsse von Unternehmen für Zwecke der internationalen Kapitalmärkte erstellt werden. Sie sind in mehr als 140 Ländern gestattet oder vorgeschrieben. Dazu zählen die Länder der Europäischen Union. Daher hat das IASB eine besondere Bedeutung für das Funktionieren der internationalen Kapitalmärkte, die auf relevante und verlässliche Informationen zur Entscheidungsfindung angewiesen sind.

## Struktur und Geschichte
Die Organisation besteht aus 14 Mitgliedern (Stand 2024). Die Mitglieder werden von den Treuhändern der International Accounting Standards Committee Foundation nach festen Kriterien zur Herkunft und Qualifikation ernannt. Das IASB ist ausschließlich für die Erstellung und Weiterentwicklung der IFRS zuständig. Alle administrativen Aufgaben und auch die Verbreitung und Nutzung der IFRS organisiert das IASCF und sorgt auch für eine Finanzierung des IASB. Insbesondere soll durch diese Struktur eine weitgehende fachliche Unabhängigkeit des IASB sichergestellt werden.
Die Institution wurde 2001 als Nachfolger für das frühere International Accounting Standards Committee vom IASCF eingerichtet. IASB und IASCF haben ihre Büroräume in London, wo auch die meisten Sitzungen stattfinden.
Die vom IASC vorher erarbeiteten Standards heißen International Accounting Standards (IAS). Die Standards, die seitdem vom IASB beschlossen werden, heißen International Financial Reporting Standards. Hiermit soll der Tatsache Rechnung getragen werden, dass das Ziel dieser Standards nicht nur eine korrekte Rechnungslegung, sondern auch eine vollständige und transparente Finanzberichterstattung ist. Das IASB entwickelt auch die IAS kontinuierlich weiter.
Seit 2000 setzt die Europäische Kommission durch ein besonderes Anerkennungsverfahren ("Endorsement") diese Standards als verbindliches EU-Recht ein. Dadurch werden sie automatisch auch zu nationalem Recht.